# Ion Cioară
Ion Cioară este un general român, care a îndeplinit funcția de comandant al Corpului 4 Armată Teritorial "Mareșal Constantin Prezan" (fosta Armată a IV-a), cantonat la Cluj (2001-2003).
În perioada Revoluției din decembrie 1989, avea gradul de locotenent-colonel și îndeplinea funcția de șef de stat major la Divizia 10 Mecanizată „Ștefan cel Mare" din Iași.
A fost înaintat la gradul de general de divizie (cu două stele) la 1 decembrie 1999 .
În perioada 1 septembrie 2001 - 1 aprilie 2003, generalul de divizie Ion Cioară a condus Corpul 4 Armată Teritorial "Mareșal Constantin Prezan" (fosta Armată a IV-a), cantonat la Cluj.
La data de 1 aprilie 2003, a fost înaintat la gradul de general-locotenent (cu 3 stele), fiind trecut în rezervă cu acest grad .

## Lucrări publicate
- Campanii ale Armatei a 4-a "Transilvania" (1916-1919, 1941-1945) (Casa Cărții de Știință, Cluj-Napoca, 2001), 262 p. - coautor